# Deni Nakaev
Deni Nakaev (ur. 21 lipca 2002) – niemiecki zapaśnik walczący w stylu klasycznym. Zajął dziewiętnaste miejsce na mistrzostwach świata w 2023. 
Dwudziesty na mistrzostwach Europy w 2024. Trzeci na MŚ U-23 w 2024, a także na ME U-23 w 2023 i 2024. Srebrny medalista olimpijskiego festiwalu młodzieży w 2019. Mistrz świata juniorów i trzeci na ME w 2022 roku.
Mistrz Niemiec w 2024 roku.